# Narodowe Muzeum Islandii
Narodowe Muzeum Islandii (isl. Þjóðminjasafn Íslands) – islandzkie muzeum założone w 1863 r. zlokalizowane w Reykjavíku. Gromadzi zbiory związane z historią oraz kulturą Islandii.

## Historia
Początki muzeum sięgają roku 1863, kiedy to 24 lutego otwarte zostało „Muzeum Antyków” (isl. Forngripasafnið). Dotychczas wszystkie ważne dla historii Islandii eksponaty były wywożone i wchodziły w zbiory Muzeum Narodowego Danii w Kopenhadze. W 1911 r. muzeum zyskało swoją dzisiejszą nazwę i stało się Narodowym Muzeum Islandii, pomimo iż pełną niepodległość Islandia uzyskała dopiero po I wojnie światowej. Po tym wydarzeniu część eksponatów będących w zbiorach Duńskiego Muzeum Narodowego, a także innych muzeów na terenie Danii zostało przeniesionych do muzeum w Reykjavíku.
Początkowo muzeum nie miało formy przystającej na główne muzeum danego państwa. Zbiory przechowywane były głównie na strychach różnych budynków na terenie miasta, m.in. w katedrze, ówczesnym zakładzie karnym (obecnie w tym budynku znajduje się siedziba administracji państwowej), budynku Parlamentu, gmachu Centralnego Banku Islandii, a także Biblioteki Narodowej (w budynku, w którym obecnie mieści się dom kultury Þjóðmenningarhúsið). Pierwszym dyrektorem, a zarazem kustoszem muzeum był Jón Árnason, bibliotekarz Biblioteki Narodowej w Reykjavíku i jednocześnie pisarz zajmujący się tematyką bajek i podań ludowych Islandii.
W 1950 r., po utworzeniu Republiki Islandii w 1944 r., Narodowe Muzeum Islandii otrzymało własną siedzibę w Reykjavíku przy Suðurgata 41. W późniejszych latach siedziba nie uległa już zmianie. W budynku znajdują się pomieszczenia wystawiennicze przeznaczone na wystawy stałe i wystawy czasowe, a także archiwa, pracownia konserwatorska, sklep muzealny i kawiarnia. Dyrekcja muzeum znajduje się w osobnym budynku w pobliżu głównej siedziby.

## Zbiory
Główna ekspozycja stała muzeum przedstawia chronologicznie historię Islandii od początków osadnictwa do teraźniejszości. Starsze epoki są przedstawione głównie poprzez znaleziska archeologiczne, natomiast w bardziej współczesnych znajduje się więcej elementów związanych z folklorem oraz kulturą mieszkańców Islandii. Wystawa rozpoczyna się rekonstrukcją statku, jakim dopłynęli do wybrzeży Islandii pierwsi osadnicy, natomiast symbolicznym końcem jest instalacja odprawy bagażowej w porcie lotniczym Keflavík – podstawowego lotniska komunikującego Islandię z innymi krajami.
Całe zbiory muzeum składają się z ponad 100 tysięcy eksponatów i ponad 2 milionów fotografii. Na wystawach łącznie wykorzystanych jest około 2 tysięcy obiektów i tysiąca zdjęć.

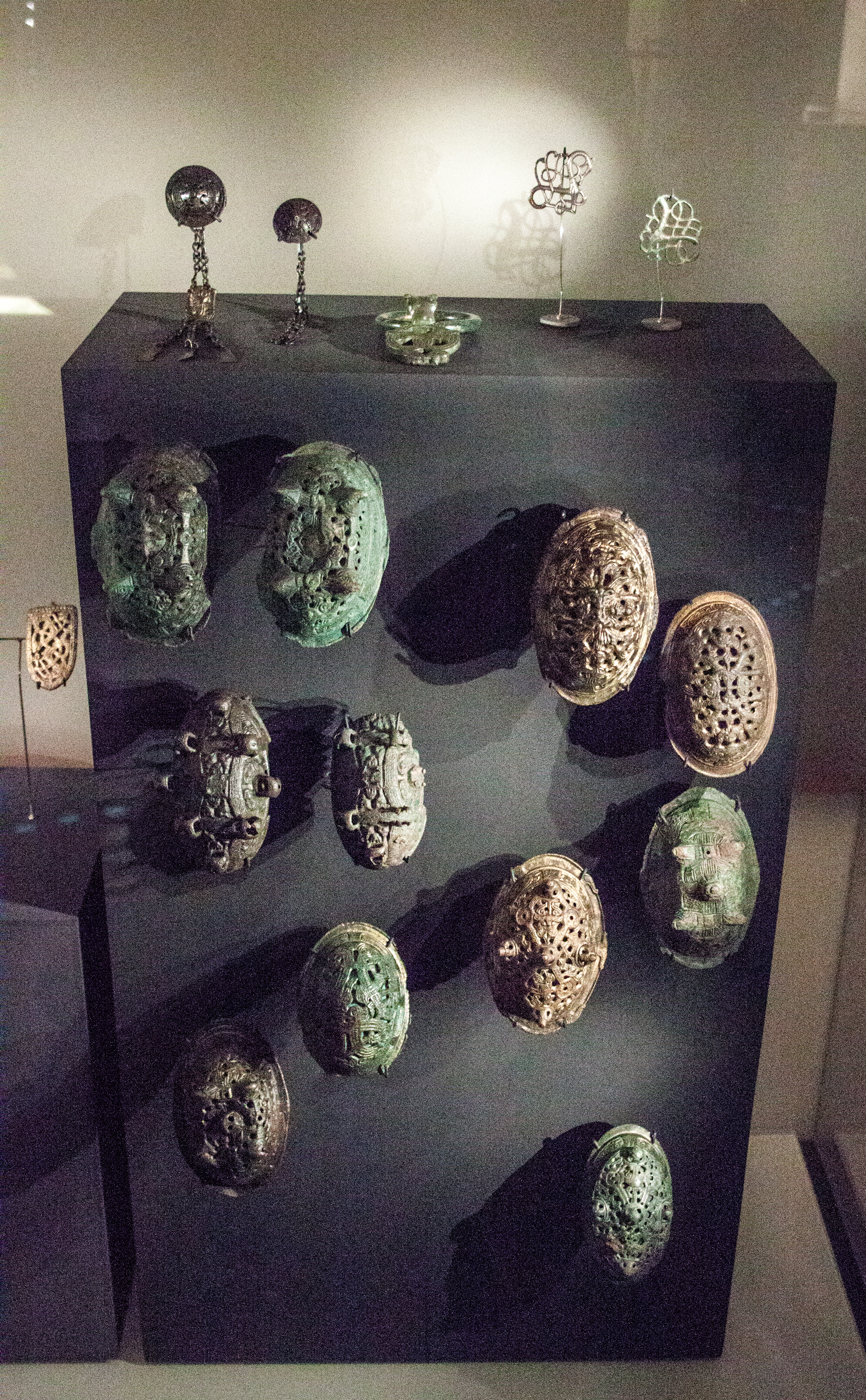
Biżuteria metalowa z czasów wikingów
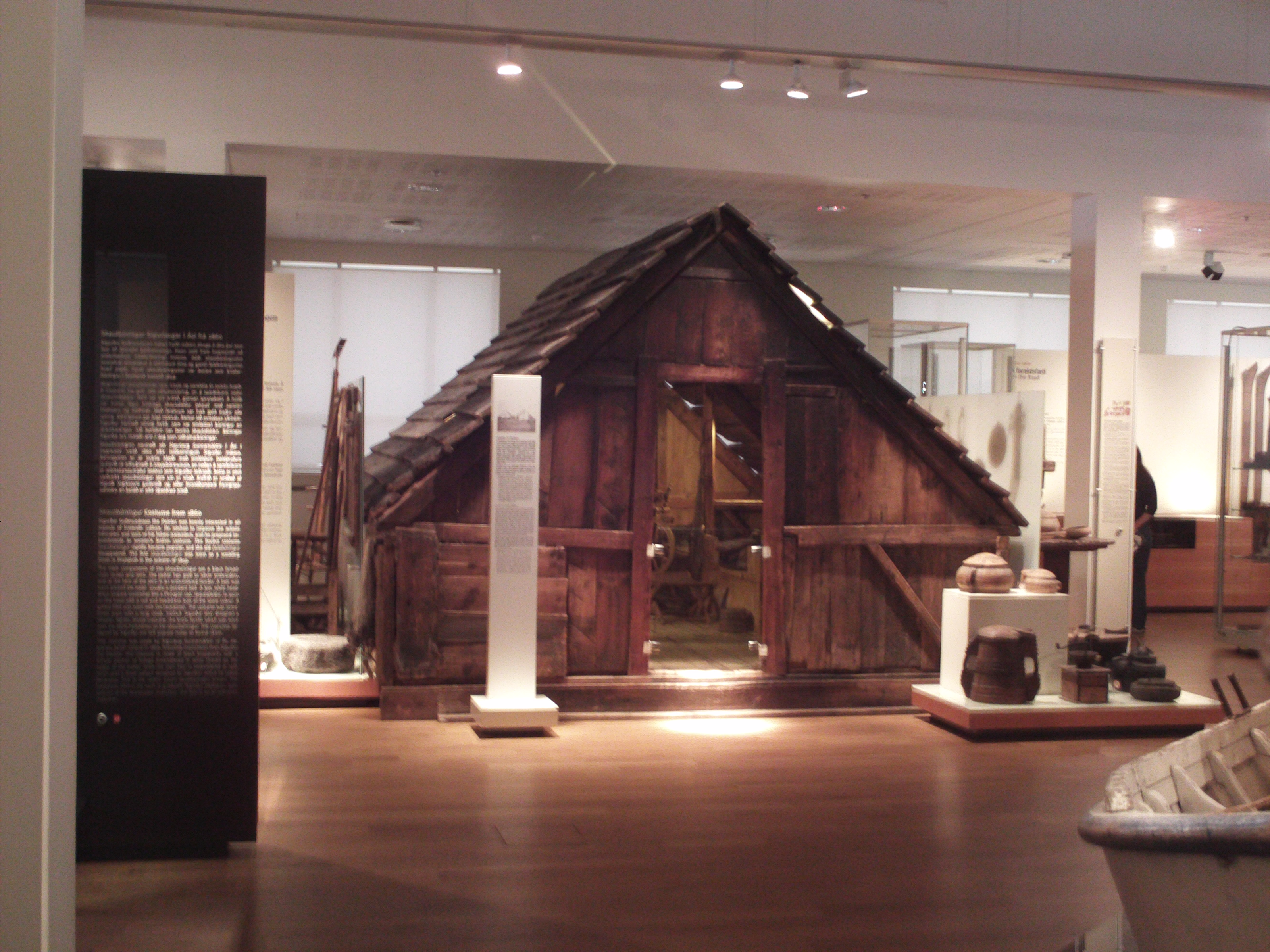
Rekonstrukcja tradycyjnej chaty islandzkiej
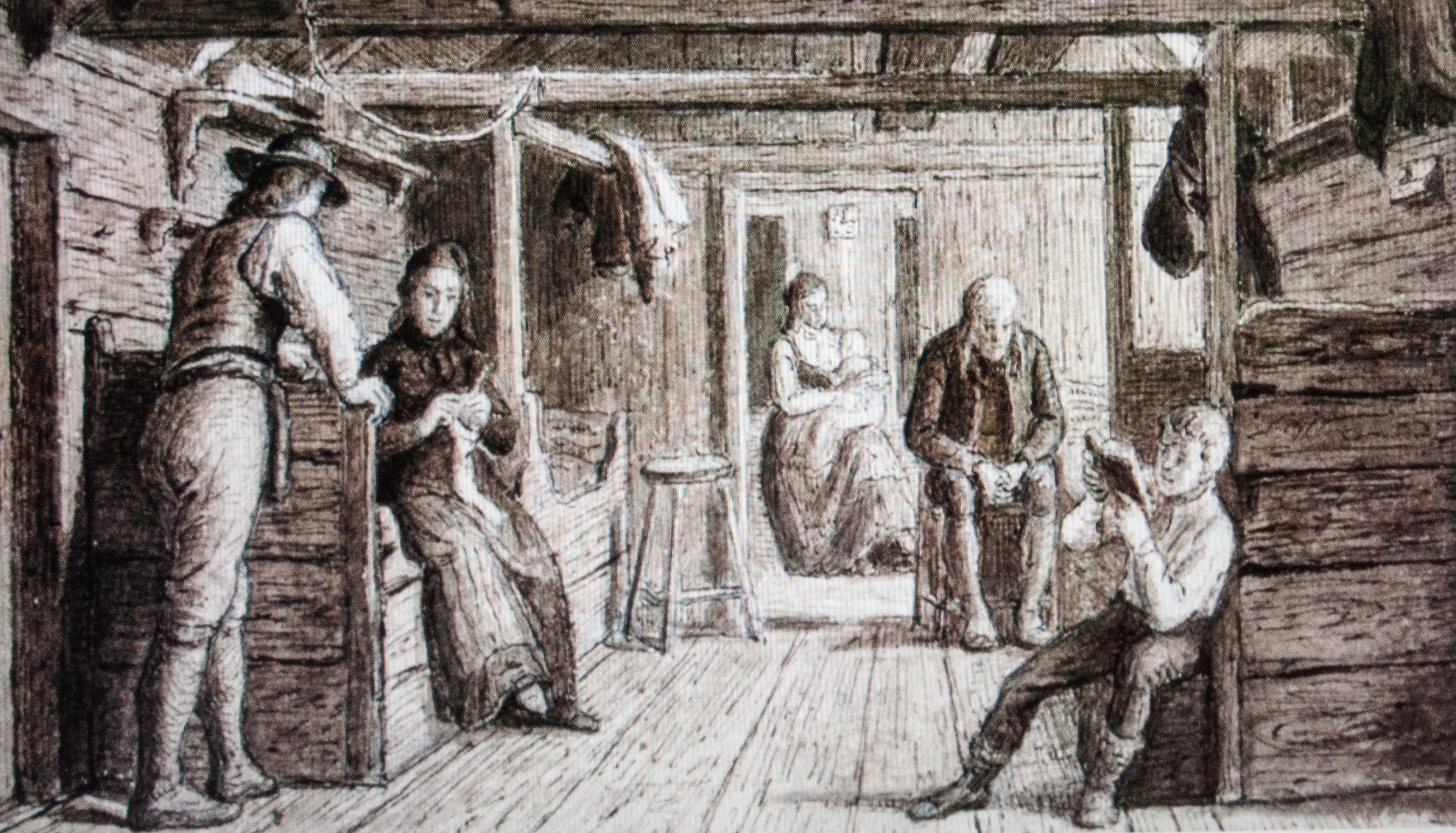
Rycina przedstawiająca wnętrze chaty
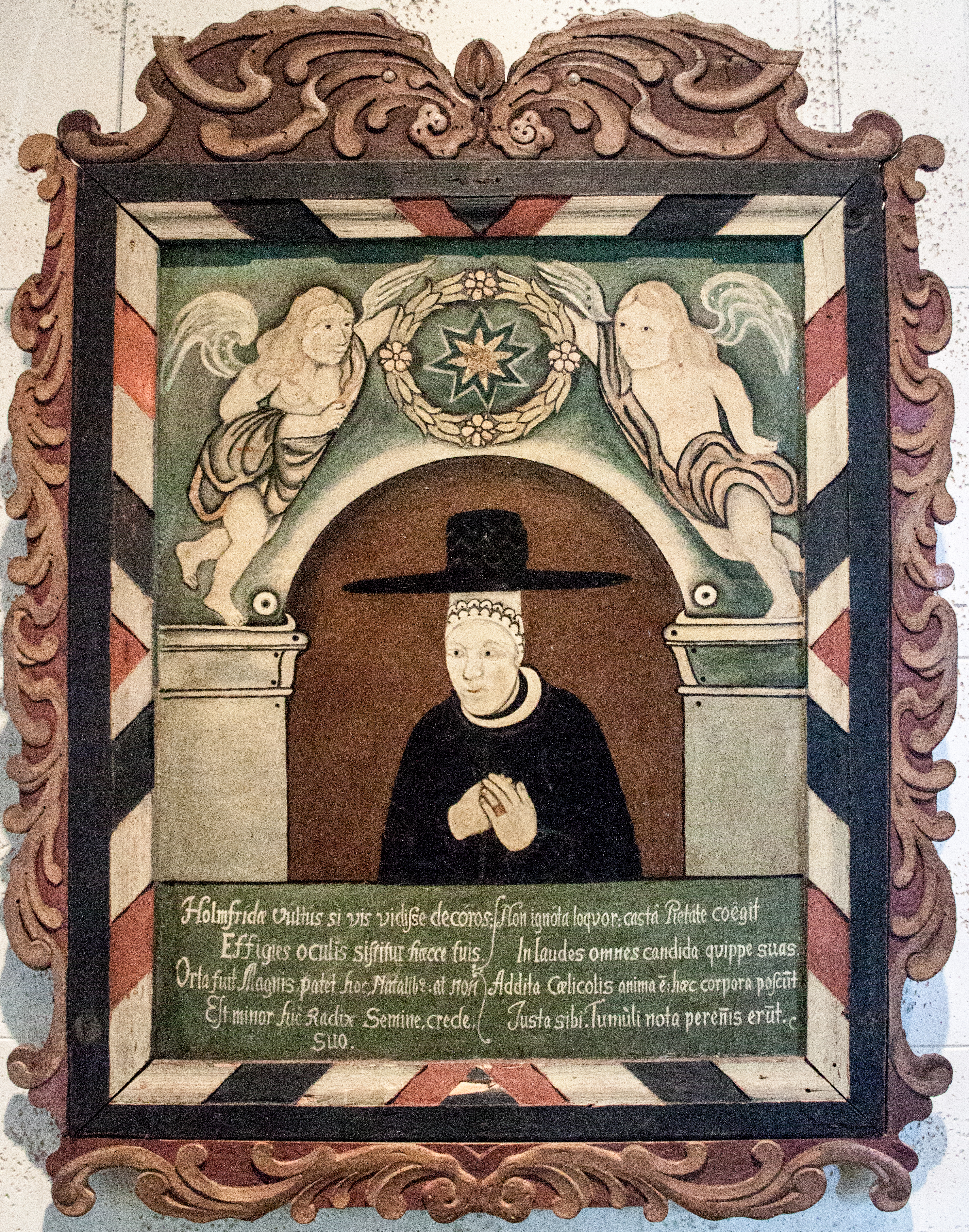
Portret wdowy po Jónie Árnasonie
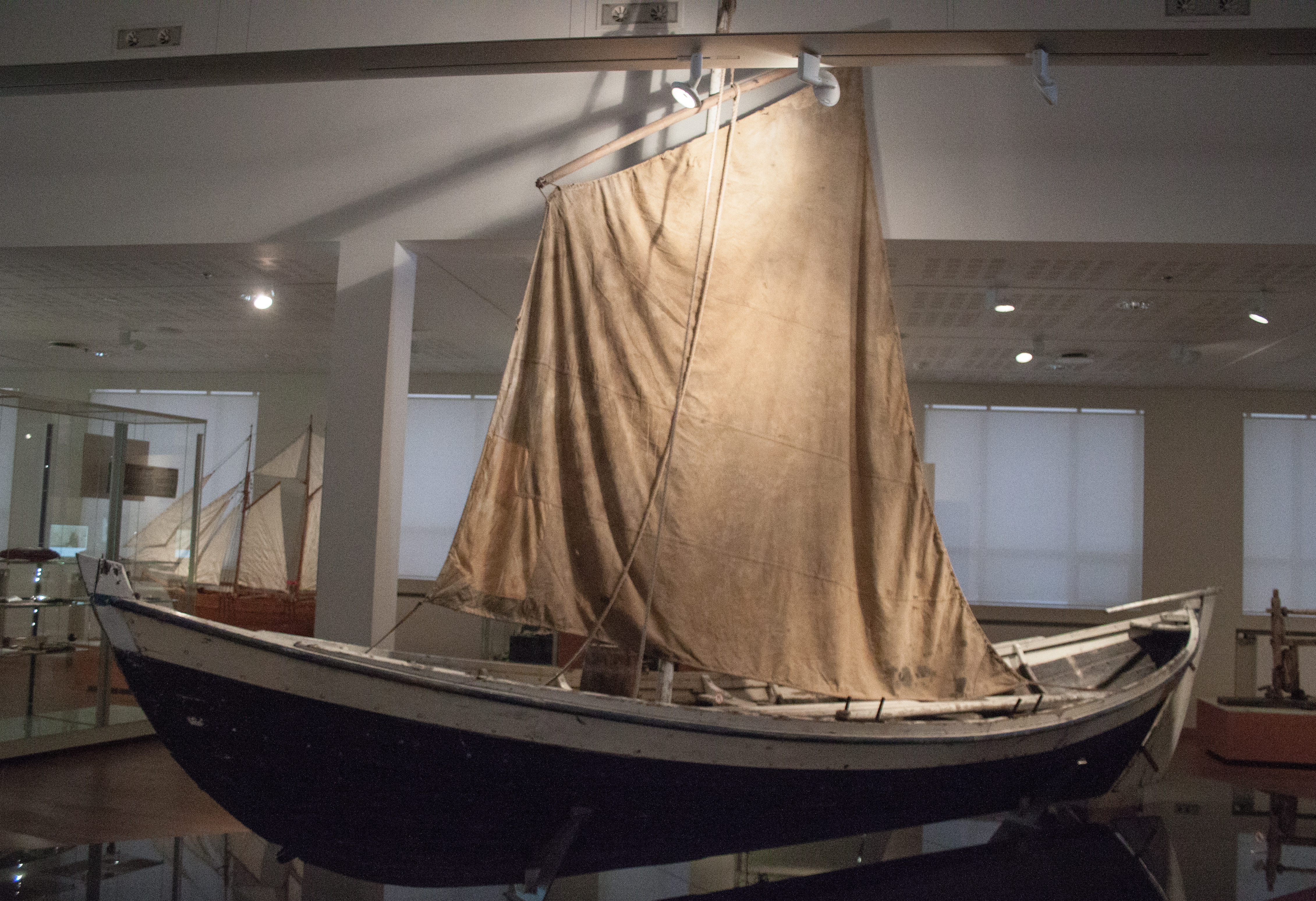
Islandzka łódź rybacka
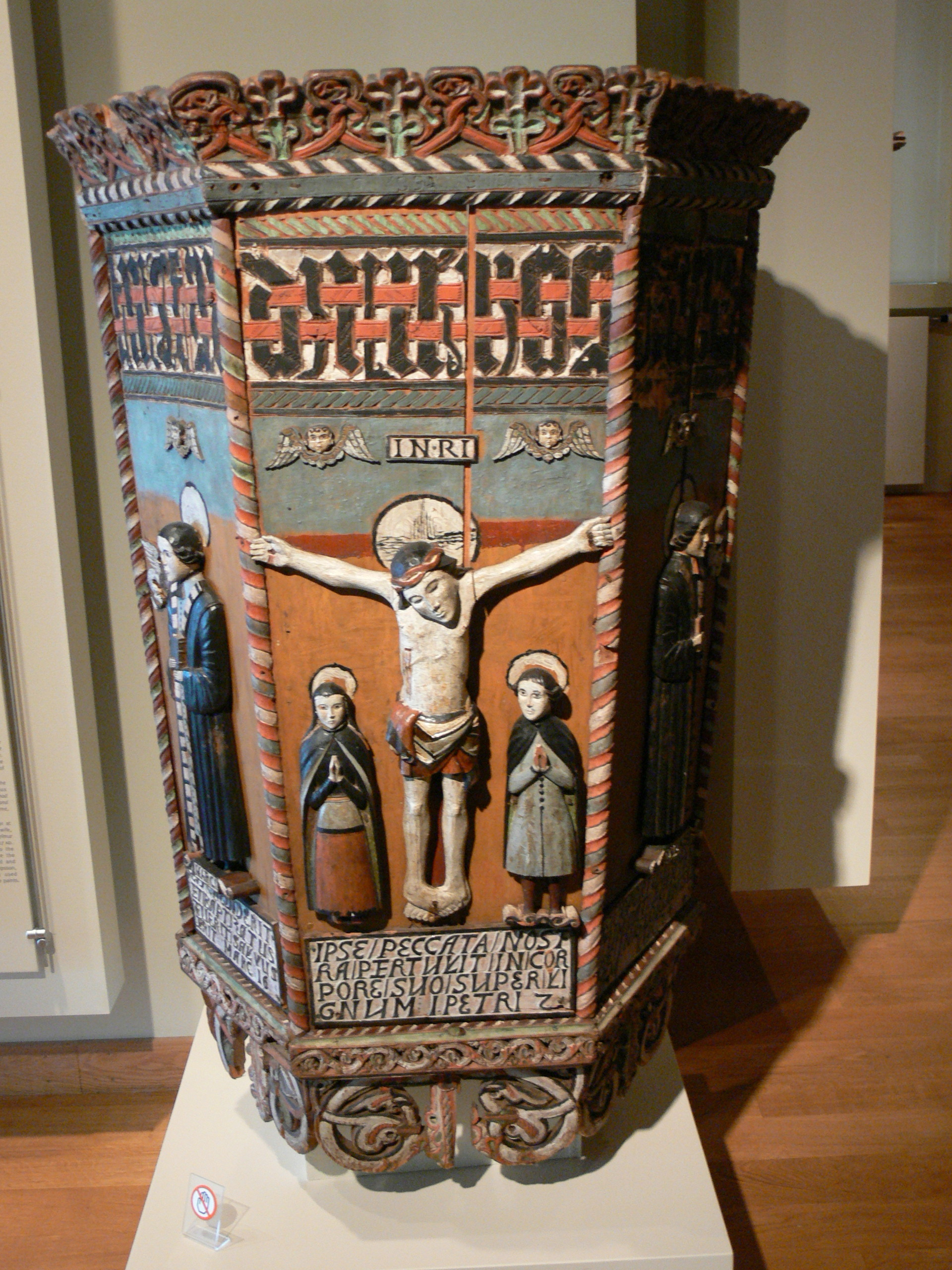
Zabytkowa ambona protestancka

## Oddziały

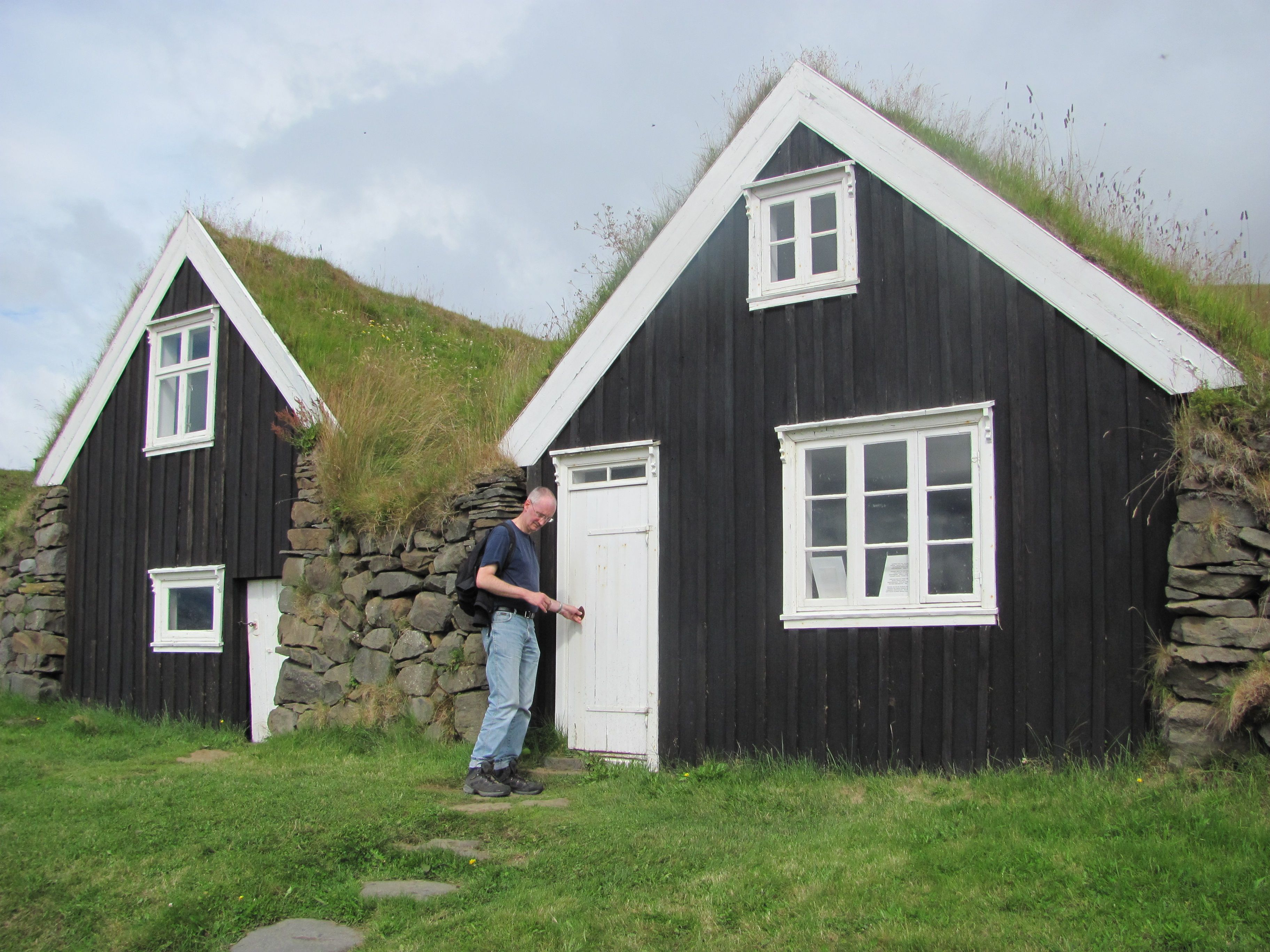
Domy torfowe należące do Narodowego Muzeum Islandii

Do Narodowego Muzeum Islandii należą także 43, najcenniejsze pod względem historycznym, budynki w Islandii. Wśród nich są m.in. kościoły drewniane, wszystkie zachowane oryginalnie domy torfowe oraz kościoły torfowe, a także wiele innych obiektów ważnych historycznie.